# Starcza (gmina)
Starcza est une gmina rurale du powiat de Częstochowa, Silésie, dans le sud de la Pologne. Son siège est le village de Starcza, qui se situe environ 16 km au sud de Częstochowa et 47 km au nord de la capitale régionale Katowice.
La gmina couvre une superficie de 20,1 km2 pour une population de 2 726 habitants.

## Géographie
La gmina inclut les villages de Klepaczka, Łazy, Łysiec, Rudnik Mały, Starcza, Własna et Zielone Górki.
La gmina borde les gminy de Kamienica Polska, Konopiska, Poczesna et Woźniki.